# Philiris kapaura
Philiris kapaura är en fjärilsart som beskrevs av Tite 1963. Philiris kapaura ingår i släktet Philiris och familjen juvelvingar. Inga underarter finns listade i Catalogue of Life.